# Dario Bressanini
Dario Bressanini (Saronno, 10 dicembre 1963) è un chimico e divulgatore scientifico italiano, attivo come saggista e sul web come blogger e youtuber.

## Biografia
Laureato in chimica presso l’Università di Milano nel 1988, ha conseguito  il dottorato di ricerca nella stessa facoltà.
Dal 1995 è ricercatore universitario, prima presso il dipartimento di chimica dell'Università di Milano e poi presso il dipartimento di scienze chimiche e ambientali dell’Università dell'Insubria.
Docente presso l’Università dell’Insubria a Como, tiene i corsi di termodinamica chimica, chimica fisica e chimica e tecnologia degli alimenti. È un chimico fisico teorico che si occupa di simulazioni stocastiche dell’equazione di Schrödinger per sistemi atomici e molecolari. Ha trascorso alcuni periodi di studio e ricerca presso l’Università della California - Berkeley e l'Università di Georgetown.
Chimico, ricercatore presso il dipartimento di scienze e alta tecnologia (DISAT) dell'Università degli Studi dell'Insubria a Como, inizia la sua attività di divulgazione scientifica partecipando alla prima edizione di Cosmo, siamo tutti una rete, trasmissione scientifica di Rai 3 andata in onda il 4 settembre 2010.
Collabora poi con la RSI - Radiotelevisione svizzera italiana e in radio è ospite ricorrente della trasmissioni Moebius e Il Gastronauta di Radio 24. 
Dal 10 maggio 2007 cura un blog all'interno di Le Scienze Blog della Repubblica chiamato Scienza in Cucina con il suo primo articolo Eccomi qua. 
Ha pubblicato più di trecento articoli di tipo divulgativo sul tema generale delle scienze, in special modo, della chimica all'interno del mondo della alimentazione.
In passato curava anche un blog personale, ospitato da Il Fatto Quotidiano, un rapporto terminato il 6 giugno 2013, con un articolo su agricoltura biologica e organismi geneticamente modificati, in chiusura del quale espone le ragioni del suo commiato dai lettori della testata on line, motivando la sua scelta con il disagio causatogli da una politica editoriale che ha scelto di dare grande spazio a controverse figure che praticano facile disinformazione, come antivaccinisti, complottisti dell'11 settembre, pseudo-esperti di scienza, agricoltura e alimentazione. Cura anche un profilo Instagram con dirette e storie quotidiane, un profilo Facebook e un canale YouTube, sul quale pubblica video di divulgazione scientifica su vari argomenti e temi a lui congeniali.
Il 21 dicembre 2020 pubblica un video in cui giustifica la sua assenza dal mondo della divulgazione, spiegando di avere un tumore raro (melanoma uveale).

## Opere
- OGM tra leggende e realtà. Chi ha paura degli organismi geneticamente modificati?, Zanichelli, 2009, ISBN 88-08-06241-4.
- Pane e bugie (Reverse), Milano, Chiarelettere, 2010, ISBN 88-61-90091-7
- con Toni Toniato, I giochi matematici di fra' Luca Pacioli. Trucchi, enigmi e passatempi di fine Quattrocento (La scienza è facile), edizioni Dedalo, 2011, ISBN 88-22-06823-8
- Le bugie nel carrello. Le leggende e i trucchi del marketing sul cibo che compriamo, Milano, Chiarelettere, 2013, ISBN 88-6190-356-8
- La scienza della pasticceria. La chimica del bignè. Le basi, Gribaudo, 2014, ISBN 88-58-01230-5
- con Beatrice Mautino, Contro natura. Dagli OGM al «bio», falsi allarmi e verità nascoste del cibo che portiamo in tavola, Rizzoli, 2015, ISBN 88-17-08092-6
- La scienza della carne. La chimica della bistecca e dell'arrosto, Gribaudo, 2016, ISBN 88-58-01602-5.
- OGM tra leggende e realtà. Alla scoperta delle modifiche genetiche nel cibo che mangiamo, Zanichelli, 2018, ISBN 88-08-92070-4.
- La scienza delle verdure. La chimica del pomodoro e della cipolla, Gribaudo, 2019, ISBN 88-58-02519-9.
- La scienza delle pulizie. La chimica del detersivo e della candeggina, e le bufale sul bicarbonato, Gribaudo, 2022, ISBN 88-58-04303-0.
- Fa bene o fa male? Manuale di autodifesa alimentare, Mondadori, 2023, ISBN 978-88-0476-487-8.
- Doctor Newtron. La scienza nel fumetto, disegni di Luca Bertelè, Feltrinelli, 2023, ISBN 978-88-0755-152-9.

## Trasmissioni televisive
- Cosmo - siamo tutti una rete (Rai 3)
- Piattoforte (RSI LA1)
- Propaganda Live (LA7, 2020)

## Radio
- Moebius (Radio 24)
- Il Gastronauta (Radio 24)
- Batman - Un'autopsia, podcast Spotify (2022)